# Československá basketbalová liga 1972/1973
1. basketbalová liga 1972/1973 byla v Československu nejvyšší ligovou basketbalovou soutěží mužů, v ročníku 1. ligy hrálo 12 družstev. Dukla Olomouc získala titul mistra Československa, Slavia VŠ Praha Autoškoda skončila na 2. místě a Zbrojovka Brno na 3. místě. Z ligy sestoupila tři družstva. Z nováčků se zachránili dva (Bohemians Praha, Inter Bratislava), sestoupil Tatran Praha. Dále sestoupila dvě družstva Iskra Svit a Baník Ostrava.
Konečné pořadí:
1. Dukla Olomouc (mistr Československa 1973) – 2. Slavia VŠ Praha – 3. Zbrojovka Brno – 4. Sparta Praha – 5. Baník Prievidza – 6. Bohemians Praha – 7. RH Pardubice – 8. Internacionál Slovnaft Bratislava – 9. NHKG Ostrava – další 3 družstva sestup z 1. ligy: 10. Baník Ostrava – 11. Iskra Svit – 12. Tatran Praha

## Systém soutěže
Všech dvanáct družstev odehrálo dvoukolově každý s každým (zápasy doma – venku), každé družstvo odehrálo 22 zápasů.

## Konečná tabulka 1972/1973
| Poř. | Tým              | Z  | V  | P  | Skóre     | Body |
| ---- | ---------------- | -- | -- | -- | --------- | ---- |
| 1.   | Dukla Olomouc    | 22 | 19 | 3  | 1996:1693 | 41   |
| 2.   | Slavia VŠ Praha  | 22 | 18 | 4  | 2104:1688 | 40   |
| 3.   | Zbrojovka Brno   | 22 | 17 | 5  | 2099:1822 | 39   |
| 4.   | Sparta Praha     | 22 | 14 | 8  | 1788:1815 | 36   |
| 5.   | Baník Prievidza  | 22 | 12 | 10 | 1615:1700 | 34   |
| 6.   | Bohemians Praha  | 22 | 11 | 11 | 1619:1660 | 33   |
| 7.   | RH Pardubice     | 22 | 11 | 11 | 1760:1783 | 33   |
| 8.   | Inter Bratislava | 22 | 9  | 13 | 1804:1883 | 31   |
| 9.   | NHKG Ostrava     | 22 | 8  | 14 | 1727:1751 | 30   |
| 10.  | Baník Ostrava    | 22 | 7  | 15 | 1688:1750 | 29   |
| 11.  | Iskra Svit       | 22 | 4  | 18 | 1653:1920 | 26   |
| 12.  | Tatran Praha     | 22 | 2  | 20 | 1531:1911 | 24   |

## Sestavy (hráči, trenéři) 1972/1973
- Dukla Olomouc: Jan Bobrovský, Zdeněk Kos, Pavel Pekárek, Zdeněk Hummel, Dzurilla, Dvořák, Zezula, Jelínek, Fabula, Hradec, Šmihula, Vaněk, Votruba, Unger. Trenér Drahomír Válek
- Slavia VŠ Praha: Jiří Zídek, Jiří Zedníček, Jiří Růžička, Jiří Ammer, Jiří Konopásek, Jan Blažek, Gustáv Hraška, Vlastibor Klimeš, Sako, L. Pospíšil, Šístek, Soukup. Trenér Jaroslav Šíp
- Spartak Brno ZJŠ: Jiří Pospíšil), Kamil Brabenec, František Konvička, Vladimír Pištělák, Jaroslav Beránek, Petr Novický, Jiří Balaštík, Vladimír Padrta, Vojtěch Petr, Šrámek, Arpáš, Kratochvíl. Trenér Ivo Mrázek
- Sparta Praha: Milan Voračka, Zdeněk Douša, Jan Mrázek, Petr Kapoun, Silvestr Vilímec, Jaroslav Fišer, Zdeněk Terzijský, Milan Korec, Ladislav Nenadál, Josef Klíma, J. Bulvas, J. Darius, V. Mikula, L. Špelina, P. Steinhauser, Velenský. Trenér Jiří Baumruk
- Baník Prievidza: Ivan Chrenka, Peter Chrenka, Maresch, Tóth, Bačík, Michalik, Majerčák, Milota, Dubovec, Toporka, R. Tallo, Kmeť. Trenér J. Šimkovič
- Bohemians Praha: Robert Mifka, Karel Baroch, Svoboda, Fryč, Konečný, Dohnal, Kolář, J. Žák, Tesař, Vozárik, L. Blažek, Bendl, Blank, Knobloch, Šedivý. Trenér V. Nejedlý
- RH Pardubice: Jaroslav Kantůrek, Maršoun, Formánek, Přibyl, Sýkora, Popjak, Zuzánek, Kotásek, Nečas, P. Kovář, Kasal, Ulrich, Šmarda. Trenér Luboš Bulušek
- Inter Bratislava: Marian Kotleba, Pavol Bojanovský, Ján Hummel, Gabáni, Bahník, Mozola, Bublávek, Ivan, Jánsky, Navrátil, Hagara, Žiak, Horňanský, Wágner. Trenér K. Klementis
- NHKG Ostrava: Vlastimil Hrbáč, Janál, M. Kostka, Buryan, Terč, Röhrich, Suchánek, Kurland, Nevřela, Mužík, Dostál, Žila, Kubáň. Trenér Jan Kozák
- Baník Ostrava: Pavel Škuta, Heinecke, Jambor, Kovář, Vocetka, Salich, V. Konvička, Házel, Cvrkal, Elbel, Z. Paruch, Synovec, Kovalský. Trenér J. Ďuriš
- Iskra Svit: Jozef Straka, Kovařík, Maurovič, Bulla, Preisler, Setnička, Klein, Valo, Novotný, Záthurecký, Šakový, Dolák, Sladkovský, Koštrna, Hanzlík. Trenér Karol Horniak
- Tatran Praha: Jiří Pietsch, Silvestr Vilímec, Luboš Bajgar, Miloš Komeštík, Petr Majerík, Michal Vavřík, Míčka, Macháček, Šedina, Puček, Adam, Himmelsberger, Medřický, Bradan. Trenér Milan Kotál

## Zajímavosti
- Československo bylo v Holandsku na 2. místě v kvalifikaci o účast na Olympijských hrách 1972 a na Olympijských hrách v srpnu 1972 v Německu Mnichov skončilo na 8. místě, když hrálo v sestavě:
  - kvalifikace: Jiří Zídek 161 bodů /9 zápasů, Jiří Zedníček 93 /9, Jan Bobrovský 89 /9, Kamil Brabenec 77 /9, Zdeněk Kos 70 /8, Jiří Růžička 64 /9, Petr Novický 54 /9, Zdeněk Douša 42 /8, Jiří Ammer 38 /9, Jan Blažek 38 /7, Jiří Balaštík 32 /8, Jiří Konopásek 19 /9, celkem 777 bodů v 9 zápasech (8-1).
  - OH 1972: Jiří Zídek 114 bodů /9 zápasů, Jiří Pospíšil 85 /9, Jan Bobrovský 82 /9, Jiří Zedníček 81 /9, Kamil Brabenec 66 /9, Zdeněk Kos 64 /9, Petr Novický 59 /9, Jiří Balaštík 47 /9, Jan Blažek 18 /7, Jiří Růžička 14 /5, Zdeněk Douša 11 /5, Jiří Konopásek 8 /7, celkem 692 bodů v 9 zápasech (4-5). Trenér: Vladimír Heger.
  - Konečné pořadí: 1. Sovětský svaz, 2. USA , 3. Kuba – 8. Československo
- Slavia VŠ Praha v Poháru evropských mistrů 1972/73 hrála 10 zápasů (6-4, 879-840), byl čtvrtá ve čtvrtfinálové skupině B (2-4 489-538): Ignis Pallacanestro Varese (91-82, 80-102), CSKA Moskva (79-94, 76-77) a Dinamo Bukurešť, Rumunsko (99-83, 64-100).
- Zbrojovka Brno v Poháru vítězů pohárů 1972/73, hrála 8 zápasů (3-5, 670-665), 3. místo ve čtvrtfinálové skupině A (1-3 313-348): Sony Olimpia Miláno, Itálie (79-75, 83-109), BK Spartak Leningrad, SSSR (74-82, 77-82).
- Vítězem ankety Basketbalista roku 1972 byl Jiří Zídek.
- „All Stars“ československé basketbalové ligy – nejlepší pětka hráčů basketbalové sezóny 1972/73: Jan Bobrovský, Zdeněk Kos, Jiří Pospíšil, Jiří Zedníček, Jiří Zídek.